# Ricardo Báez
Ricardo Adrián Báez (ur. 25 kwietnia 1996) – argentyński zapaśnik walczący w stylu wolnym. Zajął 21 miejsce na mistrzostwach świata w 2018 roku. 
Piąty na igrzyskach panamerykańskich w 2015, siódmy w 2023 i dziewiąty w 2019. Złoty medalista mistrzostw Ameryki Południowej w 2016 i 2017. Mistrz igrzysk Ameryki Południowej w 2022 i drugi w 2018. Czwarty na mistrzostwach panamerykańskich w 2025; piąty w 2017, 2020 i 2023. Trzeci na mistrzostwach panamerykańskich juniorów w 2014 i 2016 roku.